# Nicolás Lobato
Nicolás Lobato fue un escultor renacentista del siglo XVI, nacido en Azuara, población a 60 kilómetros de Zaragoza (España). 

## Obras
Intervino en la talla y carpintería del retablo de la iglesia del Real Monasterio de Santa María de Veruela, del municipio de Vera de Moncayo, provincia de Zaragoza. Fue al pintor Jerónimo Vallejo, a quien se le había encargado las obras de ejecución el retablo, el que con fecha 8 de enero de 1541, a su vez contrató para la realización de la arquitectura a Nicolás Lobato y según detalles de este mismo contrato se sabe que se organizó a la manera del retablo mayor de la iglesia parroquial de Valderrobres, que se había realizado en colaboración entre Jerónimo Vallejo, Bernardo Pérez y Nicolás Lobato. Del retablo de Veruela, debido a un incendio que sufrió en el año 1844, solo se conservan algunas esculturas, unas en colecciones particulares y otras en la Diputación de Zaragoza.
En 1542 fue contratado, junto con Juan de Moreto y Esteban de Obray para tallar la sillería del coro de la Basílica del Pilar. Lobato fue el encargado de realizar las muestras de los sitiales, para su presentación y aceptación al cabildo catedralicio. La sillería compuesta por 130 sitiales, fue tallada en madera de roble de Flandes. En esta obra, muy importante dentro del renacimiento aragonés, los relieves de los respaldos presentan en su mayoría escenas de la vida de la Virgen María y de la pasión de Cristo, además de una rica ornamentación renacentista compuesta por guirnaldas, grutescos y putti.
Su última documentación en 1548, es la de la ejecución del banco del retablo para la iglesia de San Pedro de la población de Zuera.